# Blind Blake
"Blind" Blake (nascido Arthur Blake, por volta de 1893, em Jacksonville, Flórida, morreu: circa 1933) foi um músico estadunidense, cantor e guitarrista de blues e ragtime.